# Bad Berneck im Fichtelgebirge
Bad Berneck im Fichtelgebirge, Bad Berneck i.Fichtelgebirge – miasto uzdrowiskowe w Niemczech, w kraju związkowym Bawaria, w rejencji Górna Frankonia, w regionie Oberfranken-Ost, w powiecie Bayreuth. Leży nad rzeką Biały Men, przy autostradzie A9, drodze B2, B303 i linii kolejowej Monachium – Drezno. Położone jest ok. 15 km na północ od Bayreuth, 78 km na północny wschód od Norymbergi i ok. 33 km na południowy zachód od Hof. 
1 stycznia 2019 do miasta przyłączono teren o powierzchni 4,69 km² pochodzący ze zlikwidowanego obszaru wolnego administracyjnie Goldkronacher Forst.

## Dzielnice
W skład miasta wchodzą następujące dzielnice: 
| - Bärnreuth - Birkenhof - Brandleiten - Bruckmühle - Degmann - Doebitsch - Eichberg - Escherlich - Falkenhaus - Föllmar - Föllmarsberg - Fornenmühle - Frankenhammer - Gesees - Goldmühl - Gothendorf - Heinersreuth - Hinterröhrenhof - Hohenknoden | - Jägersruh - Juliusthal - Köslar - Kolbenhof - Kutschenrangen - Mainleithen - Micheldorf - Mooshof - Nenntmannsreuth - Neudorf - Neuhaus - Rimlas - Rödlasberg - Schmelz - Steinbühl - Vorderröhrenhof - Warmeleithen - Wasserknoden |

## Zabytki i atrakcje
- ruiny zamku Hohenberneck
- ogród dendrologiczny z drzewami z całego świata
- Rynek z budynkami z muru pruskiego
- park kuracyjny